# ABA Liga 2006-07
La ABA Liga 2006-07 fue la sexta edición de la ABA Liga, competición que reunió a 14 equipos de Serbia, Croacia, Eslovenia, Montenegro y Bosnia Herzegovina. El campeón fue por primera vez el equipo serbio del KK Partizan.

## Temporada regular

### Clasificación
|     | Equipo            | Pos | G  | P  | PF   | PC   | Dif  | Pts. |
| --- | ----------------- | --- | -- | -- | ---- | ---- | ---- | ---- |
| 1.  | FMP Železnik      | 26  | 21 | 5  | 2256 | 2099 | +157 | 47   |
| 2.  | Cibona            | 26  | 20 | 6  | 2222 | 2045 | +177 | 46   |
| 3.  | Partizan          | 26  | 20 | 6  | 2187 | 1939 | +248 | 46   |
| 4.  | Hemofarm          | 26  | 18 | 8  | 2132 | 1968 | +164 | 44   |
| 5.  | Budućnost         | 26  | 16 | 10 | 2086 | 2018 | +68  | 42   |
| 6.  | Crvena zvezda     | 26  | 15 | 11 | 2325 | 2212 | +113 | 41   |
| 7.  | Zadar             | 26  | 14 | 12 | 2204 | 2149 | +55  | 40   |
| 8.  | Helios            | 26  | 13 | 13 | 2073 | 2066 | +7   | 39   |
| 9.  | Union Olimpija    | 26  | 13 | 13 | 2114 | 2047 | +67  | 39   |
| 10. | Bosna ASA BHT     | 26  | 10 | 16 | 2136 | 2251 | -115 | 36   |
| 11. | Široki Prima pivo | 26  | 9  | 17 | 2002 | 2178 | -150 | 35   |
| 12. | Zagreb            | 26  | 8  | 18 | 2019 | 2105 | -86  | 34   |
| 13. | Geoplin Slovan    | 26  | 3  | 23 | 1922 | 2237 | -315 | 29   |
| 14. | Split CO          | 26  | 2  | 24 | 1928 | 2318 | -390 | 28   |

|  | Clasificados para Playoffs        |
|  | No disputa la siguiente temporada |

## Playoffs
|  | Semifinales | Semifinales  | Semifinales |          |   | Final        | Final | Final |  |
|  |             |              |             |          |   |              |       |       |  |
|  |             |              |             |          |   |              |       |       |  |
|  | 1           | FMP Železnik | 2           |          |   |              |       |       |  |
|  | 1           | FMP Železnik | 2           |          |   |              |       |       |  |
|  | 4           | Hemofarm     | 0           |          |   |              |       |       |  |
|  | 4           | Hemofarm     | 0           |          | 1 | FMP Železnik | 0     |       |  |
|  |             |              |             |          | 1 | FMP Železnik | 0     |       |  |
|  |             |              | 3           | Partizan | 2 |              |       |       |  |
|  | 2           | Cibona       | 3           | Partizan | 2 | 1            |       |       |  |
|  | 2           | Cibona       |             |          |   | 1            |       |       |  |
|  | 3           | Partizan     | 2           |          |   |              |       |       |  |
|  | 3           | Partizan     | 2           |          |   |              |       |       |  |
|  |             |              |             |          |   |              |       |       |  |

| Campeón de la Liga ABA 2006–07 |
| ------------------------------ |
| Partizan 1er título            |

## Líderes estadísticos
Al término de la temporada regular.

### Valoración
| Pos | Nombre         | Equipo        | Partidos | Valoración | PIR   |
| --- | -------------- | ------------- | -------- | ---------- | ----- |
| 1.  | Milan Gurović  | Crvena zvezda | 585      | 25         | 23,40 |
| 2.  | Todor Gečevski | Zadar         | 579      | 26         | 22,27 |
| 3.  | Teemu Rannikko | Olimpija      | 410      | 23         | 17,83 |
| 4.  | Dwayne Broyles | Zagreb        | 409      | 23         | 17,78 |
| 5.  | Milenko Topić  | Hemofarm      | 460      | 27         | 17,04 |

### Puntos
| Pos | Nombre         | Equipo        | Games | Puntos | PPP   |
| --- | -------------- | ------------- | ----- | ------ | ----- |
| 1.  | Milan Gurović  | Crvena zvezda | 572   | 25     | 28,60 |
| 2.  | Carl English   | Zadar         | 467   | 23     | 20,30 |
| 3.  | Dwayne Broyles | Zagreb        | 366   | 23     | 15,91 |
| 4.  | Robert Troha   | Helios        | 405   | 26     | 15,58 |
| 5.  | Teemu Rannikko | Olimpija      | 358   | 23     | 15,57 |

### Rebotes
| Pos | Nombre         | Equipo   | Partidos | Rebotes | RPP  |
| --- | -------------- | -------- | -------- | ------- | ---- |
| 1.  | Todor Gečevski | Zadar    | 246      | 26      | 9,46 |
| 2.  | Stanko Barać   | Široki   | 184      | 26      | 7,08 |
| 3.  | Milenko Topić  | Hemofarm | 173      | 27      | 6,41 |
| 4.  | Mirza Begić    | Slovan   | 138      | 23      | 6,00 |
| 5.  | Gašper Vidmar  | Slovan   | 149      | 26      | 5,73 |

### Asistencias
| Pos | Nombre            | Equipo       | Partidos | Asistencias | APP  |
| --- | ----------------- | ------------ | -------- | ----------- | ---- |
| 1.  | Aleksandar Rašić  | FMP Železnik | 111      | 27          | 4,11 |
| 2.  | Jure Močnik       | Helios       | 98       | 25          | 3,92 |
| 3.  | Teemu Rannikko    | Olimpija     | 88       | 23          | 3,83 |
| 4.  | Vonteego Cummings | Partizan     | 93       | 28          | 3,32 |
| 5.  | Miljan Pavković   | Budućnost    | 83       | 26          | 3,19 |

Fuente: ABA League Individual Statistics 